# Карлскуга (община)
Община Карлскуга (на шведски: Karlskoga kommun) е разположена в лен Йоребру, централна Швеция с обща площ 513 km2 и население 29 728 души (към 31 декември 2013). Административен център на община Карлскуга е едноименния град Карлскуга.